# Peter Liese

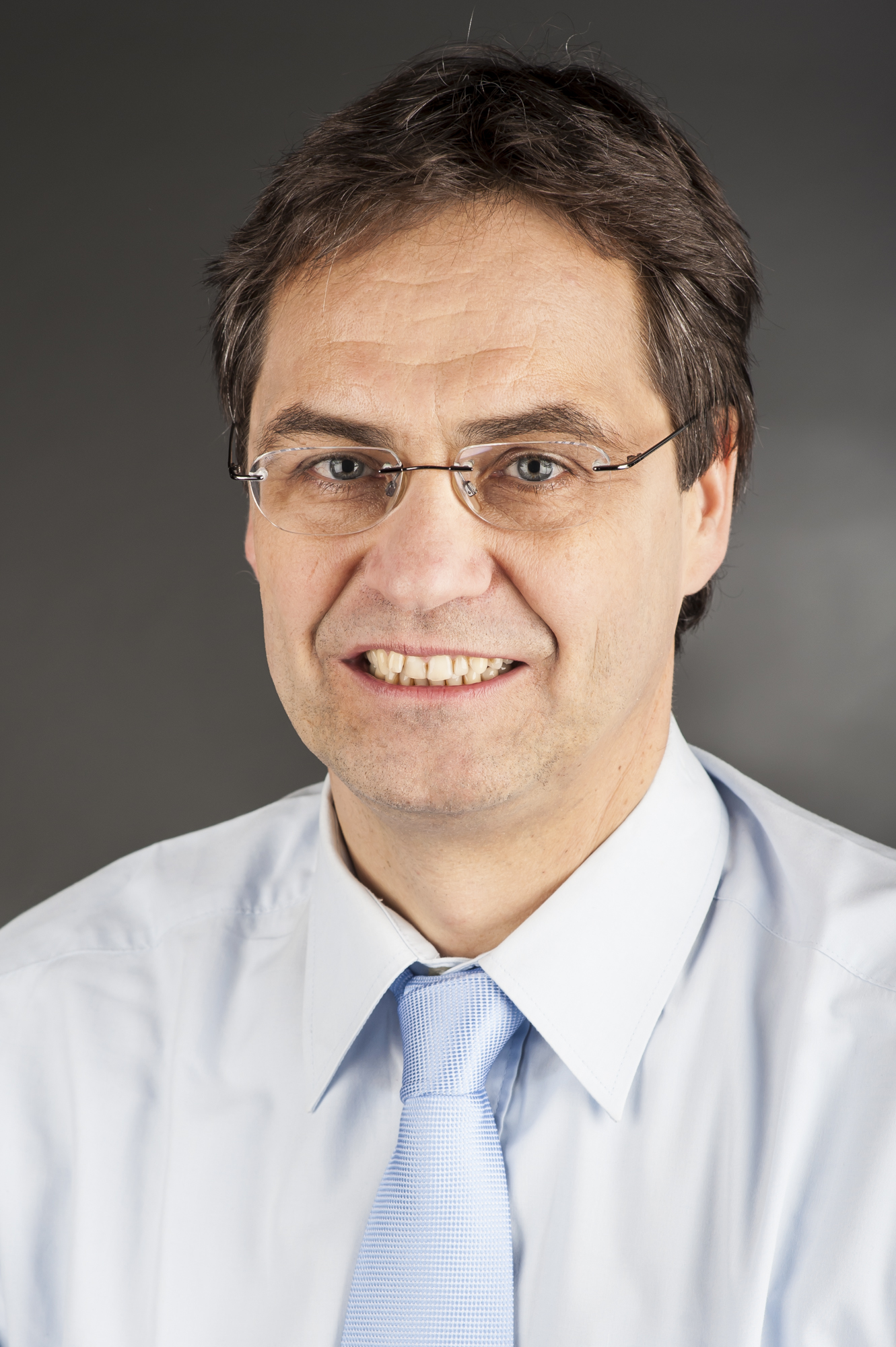
Liese, Peter-1900

Peter Liese (Olsberg, 20 mei 1965) is een Duitse politicus en lid van het Europees Parlement. Hij is lid van de Christlich Demokratische Union Deutschlands (Bondsrepubliek),
onderdeel van de Europese Volkspartij en maakt deel uit van de Commissie Milieubeheer, volksgezondheid en voedselveiligheid.